# Bolanthus stenopetalus
Bolanthus stenopetalus är en nejlikväxtart som beskrevs av Per Hartvig och Arne Strid 1987. Bolanthus stenopetalus ingår i släktet Bolanthus och familjen nejlikväxter. Inga underarter finns listade i Catalogue of Life.